# Agent Mlíčňák
Agent Mlíčňák (v originále: Teenagent) je point and click adventura na PC. Hra byla vydaná v Polsku firmou Metropolis Software House roku 1995. V Česku byla hra vydaná pod Vochozka Trading. Hlavním hrdinou hry je agent Kevin Hopper, který jako agent začátečník začíná na cvičení spočívající ve splnění tří úkolů. Poté se vydá do městečka, kde musí pátrat po zločincovi Pankrácovi. Cílem hry je hledat předměty, důkazy a splňovat úkoly, díky kterým se hráč dopracuje k dopadení Pankráce.